# Gary Green
Gary Green (Stroud Green, 20 novembre 1950) è un chitarrista britannico, noto come membro dei Gentle Giant.

## Carriera
Gary Green cominciò la sua carriera come chitarrista dei Gentle Giant dalla fondazione (1970) fino allo scioglimento (1980).
In seguito diventò membro dei Mother Tongue, oltre a fare collaborazioni con artisti vari quali Eddie Jobson e Billy Sherwood.
Nel 2008 fonda insieme ai suoi ex compagni di band Kerry Minnear e Malcolm Mortimore una "cover band" dei Gentle Giant chiamata dapprima "Rentle Giant" e subito dopo "Three Friends" come l'omonimo album.